# Woree
Woree är en del av en befolkad plats i Australien. Den ligger i kommunen Cairns och delstaten Queensland, omkring 1 400 kilometer nordväst om delstatshuvudstaden Brisbane. Antalet invånare är 4 374.
Runt Woree är det mycket glesbefolkat, med 6 invånare per kvadratkilometer.. Närmaste större samhälle är Cairns, nära Woree. 
I omgivningarna runt Woree växer i huvudsak städsegrön lövskog. Genomsnittlig årsnederbörd är 2 169 millimeter. Den regnigaste månaden är mars, med i genomsnitt 496 mm nederbörd, och den torraste är oktober, med 36 mm nederbörd.